# ويليام ك. برينان
ويليام ك. برينان (بالإنجليزية: William C. Brennan)‏ هو قاضي وسياسي أمريكي، ولد في 11 أكتوبر 1918 في نيويورك في الولايات المتحدة، وتوفي في 8 مايو 2000. حزبياً، نشط في الحزب الديمقراطي. وقد انتخب عضو جمعية ولاية نيويورك وانتخب عضو مجلس ولاية نيويورك.